# Atomaria punctithorax
Atomaria punctithorax är en skalbaggsart som beskrevs av Edmund Reitter 1887. Atomaria punctithorax ingår i släktet Atomaria, och familjen fuktbaggar. Arten är reproducerande i Sverige.